# Astronomía radar

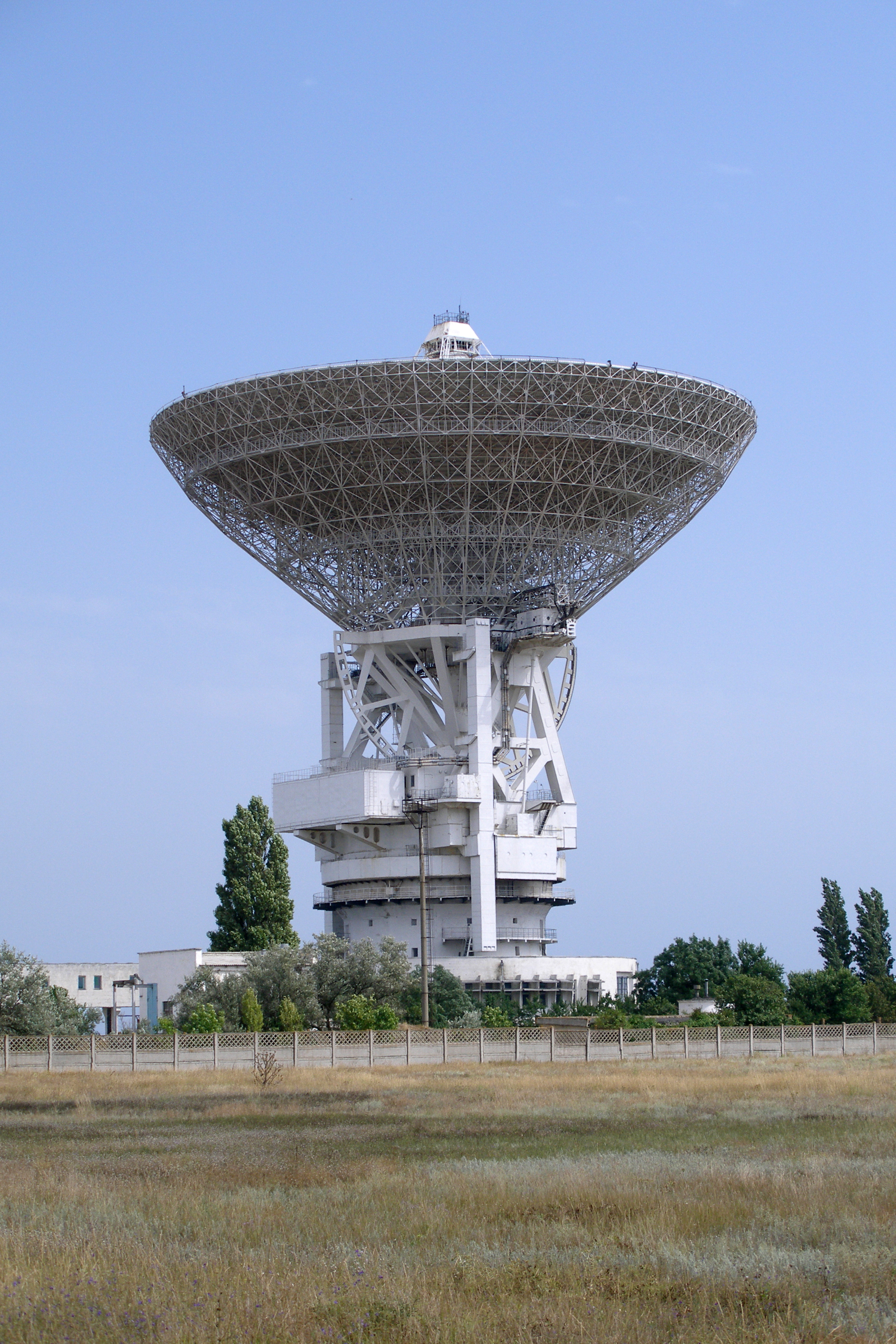
70-m aérea P-2500 (RT-70 radiotelescopio)

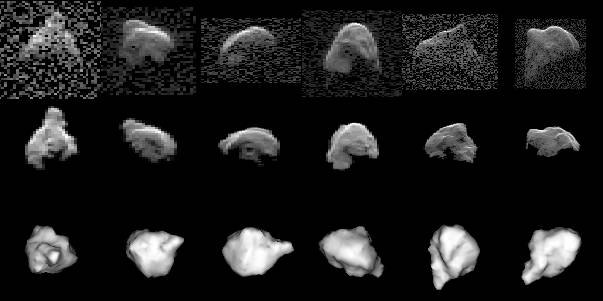
Imágenes de radar y modelo de computadora del asteroide 1998 JM8.

La astronomía radar es una técnica de observar objetos astronómicos próximos reflejando las microondas de estos objetos y analizando los ecos. Esta investigación se ha conducido por cuatro décadas. La astronomía radar difiere de la radioastronomía en que la primera es una observación activa, con emisión y recepción de señales, y la última es una observación pasiva, en donde solo se reciben señales. Los sistemas de radar han sido usados para una amplia gama de estudios del sistema solar. La transmisión de radar puede ser tanto pulsada como continua.
La fuerza de la señal de vuelta del radar es proporcional al inverso de la cuarta potencia de la distancia. Las mejoradas instalaciones, incrementan la energía del transmisor-receptor, y los aparatos mejorados han incrementado las oportunidades de observación.
Las técnicas de radar proporcionan información inasequible por otros medios, como pruebas de la relatividad general al observar el planeta Mercurio, y proporcionando un valor refinado para la unidad astronómica. Las imágenes de radar proporcionan información sobre las formas y las características de la superficie de los cuerpos sólidos, que no pueden ser obtenidas por otras técnicas terrestres.
La extremadamente precisa astrometría proporcionada por el radar es crítica en predicciones a largo plazo de los impactos de los asteroides cercanos a la Tierra, como lo ilustrado por el objeto 99942 Apophis.